# Ted Turner (kytarista)
David Alan "Ted" Turner (* 2. srpna 1950) je anglický kytarista a zpěvák, známý z účinkování v rockové skupině Wishbone Ash, ve které se společně s Andy Powellem proslavil aranžemi dvou sólových kytar. Při nahrávání používal též havajskou kytaru.

## Kariéra

### Před Wishbone Ash
Než se připojil k Wishbone Ash, hrál s birminghamskou skupinou King Biscuit.

### Wishbone Ash
S Wishbone Ash byl od roku 1969, skupinu opustil po jejím čtvrtém albu Wishbone Four, v roce 1974.
Jeho hlavním nástrojem byl tehdy nástroj Fender Stratocaster s javorovým krkem. Používal též Gibson Les Paul a starožitné havajské kytary. Wishbone Ash též v tomto období používali lampový zesilovač značky Orange/Matamp.
V roce 1971 byl pozván Johnem Lennonem k nahrávání alba Imagine, písní "Crippled Inside" a "How Do You Sleep?". Turner využil příležitosti hrát společně Johnem Lennonem, George Harrisonem a Ringo Starrem.

### Po Wishbone Ash
V roce 1974 Ted opustil skupinu Wishbone Ash a hudební průmysl, aby cestoval po světě. V roce 1975 se dostal do New Orleans, kde se účastnil projektu 'World Man Band', pokusu o zvýšení globálního povědomí o rockové hudbě.
V roce 1980 se vrátil do Anglie, kde ve studiu pracoval se Stewartem Copelandem, Gene Octoberem a Brianem Jamesem.